# Sheraton Huzhou Hot Spring Resort
Sheraton Huzhou Hot Spring Resort (tiếng Trung: 浙江湖州喜来登温泉度假酒店) là một khách sạn và khu nghỉ dưỡng sang trọng nằm tại Hồ Châu, Trung Quốc. Nó có biệt danh là "Khách sạn móng ngựa" và "Khách sạn donut" do hình dáng của nó. Khách sạn hình móng ngựa có 27 tầng nằm bên hồ Thái Hồ giữa Nam Kinh và Thượng Hải. Khu nghỉ dưỡng 4½ sao có 321 phòng, 37 khu biệt thự, 40 dãy phòng, một phòng tổng thống, đãi đậu xe, trung tâm chăm sóc sức khỏe & thể dục, 4 nhà hàng, 1 tiệm cà phê, 1 hồ bơi trẻ em, và phòng có sân thượng. Thiết kế được vẽ bởi kiến trúc sư Yansong Ma và được xây dựng bởi Tập đoàn Shanghai Feizhou. Nó thuộc về chuỗi Khách sạn và khu nghỉ dưỡng Sheraton của Khách sạn và khu nghỉ dưỡng toàn cầu Starwood.